# Daniel Gutiérrez
Pour les articles homonymes, voir Gutiérrez.
Daniel Gutiérrez, né le 16 février 2003 à Arica au Chili, est un footballeur chilien. Il évolue au poste de défenseur central au Colo-Colo.

## Biographie

### En club
Né à Arica au Chili, Daniel Gutiérrez commence le football avec le club de Colo-Colo Filial Arica, club partenaire du Colo-Colo, qu'il rejoint en 2011. C'est avec ce club qu'il débute en professionnel. Il joue son premier match le 27 mars 2021, lors d'une rencontre de première division chilienne face au Unión La Calera. Il est titularisé et les deux équipes se neutralisent (0-0 score final).
Il est sacré champion du Chili lors de la saison 2022, Colo-Colo remportant son 33e titre de champion.

### En sélection
Daniel Gutiérrez représente l'équipe du Chili des moins 17 ans. Avec cette sélection il participe au Championnat de la CONMEBOL des moins de 17 ans en 2019. Lors de ce tournoi organisé au Pérou il joue quatre matchs et son équipe termine à la troisième place du tournoi. 
Avec cette sélection il participe également à la coupe du monde des moins de 17 ans en 2019. Lors de cette compétition organisée au Brésil il fait trois apparitions, toutes en tant que titulaire. Le Chili est battu en huitièmes de finale par le Brésil (3-2 score final). 
Il représente l'équipe du Chili des moins de 23 ans, jouant un match avec cette sélection le 31 août 2022 contre le Pérou. Il entre en jeu et son équipe s'impose par un but à zéro,.
En janvier 2024 il est sélectionné avec l'équipe du Chili Olympique pour participer au Tournoi pré-olympique de la CONMEBOL 2024.

## Palmarès
Colo-Colo
- Champion du Chili (1) :
  - Champion : 2022.